# James Rendel Harris
Pour les articles homonymes, voir James Harris.
James Rendel Harris (né le 27 janvier 1852 à Plymouth, mort le 1er mars 1941) est un théologien quaker britannique, paléographe et conservateur de manuscrits. Il a fait connaître de nombreux écrits syriaques et d'autres documents anciens. Ses contacts au monastère Sainte-Catherine du Sinaï ont facilité l'accès au plus ancien manuscrit connu du Nouveau Testament en syriaque : le Codex Sinaiticus Syriacus découvert par Agnes et Margaret Smith en 1892. Il a découvert en particulier les manuscrits connus aujourd'hui sous les références Onciale 073, 0118, 0119, 0137, et un texte syriaque de l'apologie d'Aristide. Son œuvre principale Biblical Fragments from Mount Sinai est parue en 1890.

## Biographie
James Rendel Harris étudie au Clare College à Cambridge, où il enseigne ensuite les mathématiques en 1875-1878, 1892, et 1902-1904. Il passe le plus de temps possible au Proche-Orient. En même temps, il est professeur de Nouveau Testament et de grec ancien à l'université Johns-Hopkins à Baltimore, États-Unis (1882–1885) et au Haverford College en Pennsylvanie (1882–92).
En 1889 et 1890, il acquiert 47 rouleaux et codex écrits en hébreu, latin, arabe, syriaque, arménien et en Ge'ez (langue parlée en Éthiopie jusqu'au XIVe siècle). Ces documents abordent des sujets bibliques et linguistiques ; le plus ancien remonte au XIIIe siècle. Harris affirme qu'ils ont tous été acquis légalement, « selon les règles parfois fastidieuses du commerce oriental ». Il a fait don de ces rouleaux au Haverford College, où ils sont conservés dans la « Quaker Collection ».
Harris enseigne la théologie à l'université de Leyde en 1903-1904. Puis il est directeur d'études au collège quaker de Woodbrooke, à Birmingham. Il a été le représentant de deux bibliothèques prestigieuses durant sa vie : Johns Hopkins aux États-Unis, et John Rylands Library à Manchester.
La plupart de ses publications ont trait à l'histoire de la Bible et de la patrologie. Il examine le texte latin du Codex Sangallensis 48, et écrit en particulier sur l'apologie d'Aristide d'Athènes (1891), le Didachè, Philon d'Alexandrie, le Diatessaron, les Apologues chrétiens, Perpétue et Félicité, les odes et psaumes de Salomon (1906), l'Évangile de Pierre.
En mythologie, on lui doit la généralisation du terme de « dioscure » pour parler des jumeaux mythiques, en dehors du cadre de la Grèce ancienne (monde chrétien, indo-européen, amérindien...).

## Ouvrages
- New Testament autographs (1882)
- Notes on Scriveners' "Plain introduction to the criticism of the New Testament", 3rd edition [microform] (1885)
- (en) The Origin of the Leicester Codex of the New Testament, Londres, C. J. Clay & Sons, 1877 (lire en ligne)
- Biblical fragments from Mount Sinai (1890)
- The codex Sangallensis (Δ). A Study in the Text of the Old Latin Gospels, (London, 1891).
- Codex Bezae : a study of the so-called Western text of the New Testament (1893)
- Memoranda sacra (1893)
- Stichometry (London 1893).
- Four lectures on the western text of the New Testament (1894)
- The four Gospels in Syriac : transcribed from the Sinaitic Palimpsest (1894)
- Fragments of the commentary of Ephrem Syrus upon the Diatessaron (1895)
- Further researches into the history of the Ferrar-group (1900)
- The Dioscuri in the Christian Legends (1903).
- Cults of the divin twins (1906).
- An early Christian psalter (1909)
- The Odes and Psalms of Solomon (1911)
- Boanerges (1913)
- The origin of the prologue to St. John's Gospel (1917)
- Origine and meaning of apple cult (1918).
- The origin of the doctrine of the Trinity, a popular exposition (1919)